# Volejbol'nyj klub Proton 2011-2012
Questa voce raccoglie le informazioni riguardanti il Volejbol'nyj klub Proton nelle competizioni ufficiali della stagione 2011-2012.

## Organigramma societario
Area direttiva
- Presidente: Pavel Ipatov

Area tecnica
- Allenatore: Elena Sokolova

## Rosa
| N° | Nome                   | Ruolo | Data di nascita   | Nazionalità sportiva |
| -- | ---------------------- | ----- | ----------------- | -------------------- |
| 1  | Jana Ščerban'          | S     | 6 settembre 1989  | Russia               |
| 2  | Oleksandra Peretjat'ko | P     | 11 aprile 1984    | Ucraina              |
| 3  | Ekaterina Gromova      | S     | 13 settembre 1986 | Russia               |
| 4  | Ekaterina Černova      | L     | 26 gennaio 1986   | Russia               |
| 5  | Elena Irisova          | C     | 15 dicembre 1987  | Russia               |
| 6  | Anastasija Komogorova  | S     | 17 gennaio 1992   | Russia               |
| 7  | Dar'ja Vanjuk          | S     | 8 ottobre 1982    | Russia               |
| 8  | Ol'ga Fadeeva          | L     | 26 maggio 1972    | Russia               |
| 9  | Anastasija Markova     | C     | 16 ottobre 1987   | Russia               |
| 10 | Irina Mal'kova         | C     | 5 gennaio 1989    | Russia               |
| 11 | Elena Bojko            | C     | 9 agosto 1981     | Russia               |
| 12 | Julija Bajlukova       | S     | 15 ottobre 1981   | Russia               |
| 14 | Irina Uralëva          | P     | 14 giugno 1990    | Russia               |
| 15 | Tat'jana Šamanaeva     | S     | 31 marzo 1993     | Russia               |
| 17 | Tat'jana Gorškova      | S     | 8 marzo 1981      | Russia               |

## Statistiche

### Statistiche di squadra
| Competizione    | Punti | In casa | In casa | In casa | In trasferta | In trasferta | In trasferta | Totale | Totale | Totale |
| Competizione    | Punti | G       | V       | P       | G            | V            | P            | G      | V      | P      |
| --------------- | ----- | ------- | ------- | ------- | ------------ | ------------ | ------------ | ------ | ------ | ------ |
| Superliga       | 34/39 | 15      | 9       | 6       | 13           | 6            | 7            | 28     | 15     | 13     |
| Coppa di Russia | 12/5  | -       | -       | -       | -            | -            | -            | 8      | 6      | 2      |
| Totale          | -     | 15      | 9       | 6       | 13           | 6            | 7            | 36     | 21     | 15     |

G = partite giocate; V = partite vinte; P = partite perse

### Statistiche dei giocatori
| Giocatrice     | Superliga | Superliga | Superliga | Superliga | Superliga |
| Giocatrice     | P         | PT        | AV        | MV        | BV        |
| -------------- | --------- | --------- | --------- | --------- | --------- |
| J. Bajlukova   | 9         | 17        | 14        | 1         | 2         |
| E. Bojko       | 21        | 86        | 59        | 24        | 3         |
| E. Černova     | 28        | 1         | 1         | 0         | 0         |
| O. Fadeeva     | 7         | 0         | 0         | 0         | 0         |
| T. Gorškova    | 28        | 336       | 249       | 65        | 22        |
| E. Gromova     | 4         | 34        | 27        | 6         | 1         |
| E. Irisova     | 25        | 251       | 148       | 71        | 32        |
| A. Komogorova  | 2         | 5         | 3         | 0         | 2         |
| I. Mal'kova    | 26        | 227       | 148       | 58        | 21        |
| A. Markova     | 19        | 183       | 151       | 16        | 16        |
| O. Peretjat'ko | 18        | 8         | 2         | 3         | 3         |
| T. Šamanaeva   | 0         | 0         | 0         | 0         | 0         |
| J. Ščerban'    | 27        | 488       | 435       | 34        | 19        |
| I. Uralëva     | 28        | 118       | 53        | 39        | 26        |
| D. Vanjuk      | 25        | 157       | 131       | 14        | 12        |

P = presenze; PT = punti totali; AV = attacchi vincenti; MV = muri vincenti; BV = battute vincenti

NB: Non sono disponibili i dati relativi alla Coppa di Russia e, di conseguenza, quelli totali